# La violación de Lucrecia

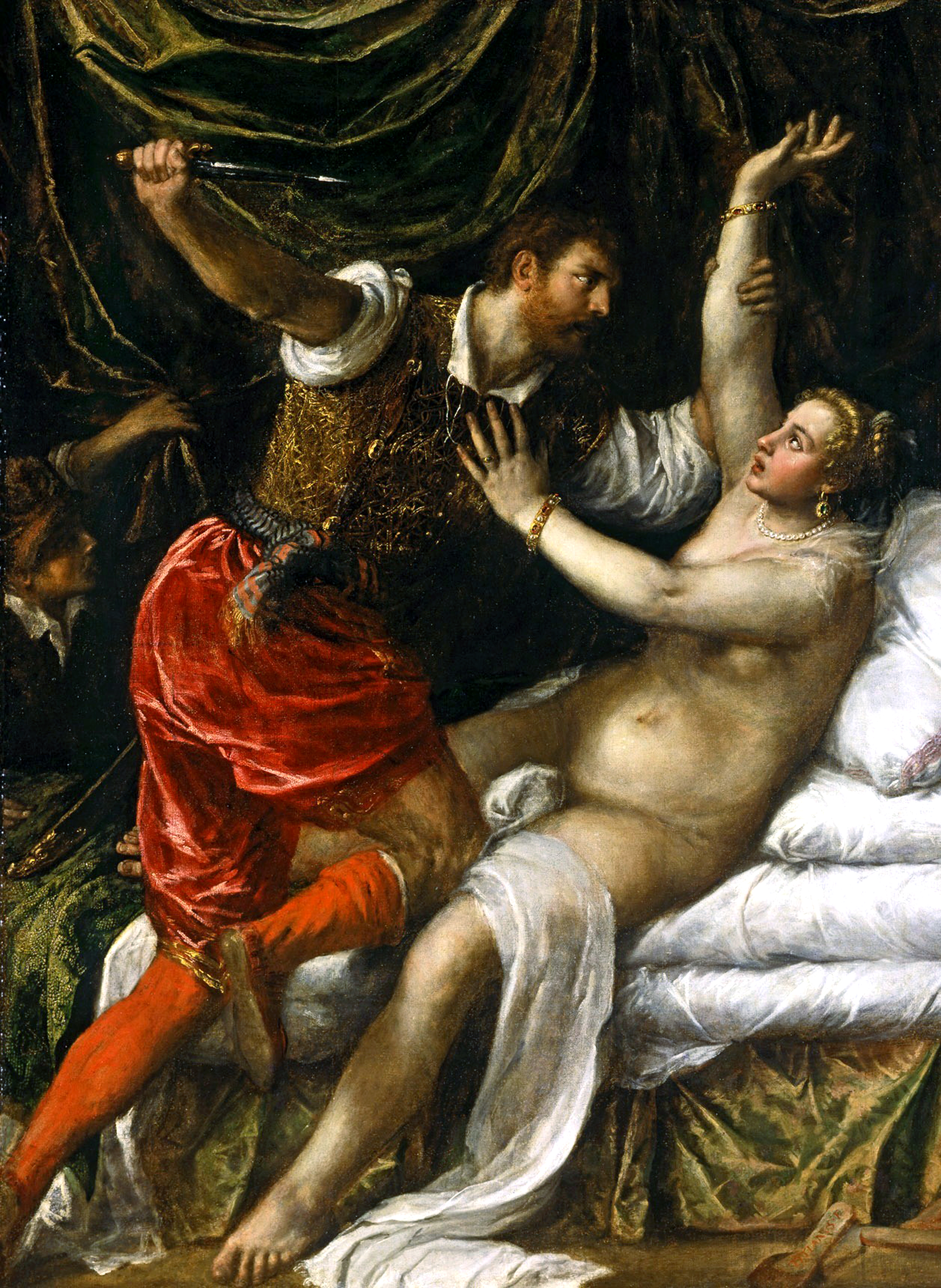
Tarquinio y Lucrecia, óleo de Tiziano (1571).

La violación de Lucrecia (en inglés: The Rape of Lucrece) es un poema narrativo de William Shakespeare sobre la legendaria noble romana Lucrecia. En su poema narrativo anterior, Venus y Adonis (1593), Shakespeare había incluido una carta dedicada a su mecenas, el conde de Southampton, en la que prometía componer una "labor más seria", y así surge, The Rape of Lucrece que tiene un tono serio en todo momento. 
El poema comienza con una dedicatoria en prosa dirigida directamente al conde de Southampton, que inicia así: "El amor que dedico a su señoría no tiene fin". Se refiere al poema como un folleto, que describe la forma de su publicación original de 1594. 
A la dedicatoria le sigue un párrafo en prosa titulado "El argumento" que resume el contexto histórico del poema, que comienza in medias res . 
El poema contiene 1855 líneas, divididas en 265 estrofas de siete líneas. El metro de cada línea es pentámetro yámbico.  El esquema de rima para cada estrofa es ABABBCC, un formato conocido como "la rima real", el cual también fue utilizado por Geoffrey Chaucer, John Milton y John Masefield.

## Contexto

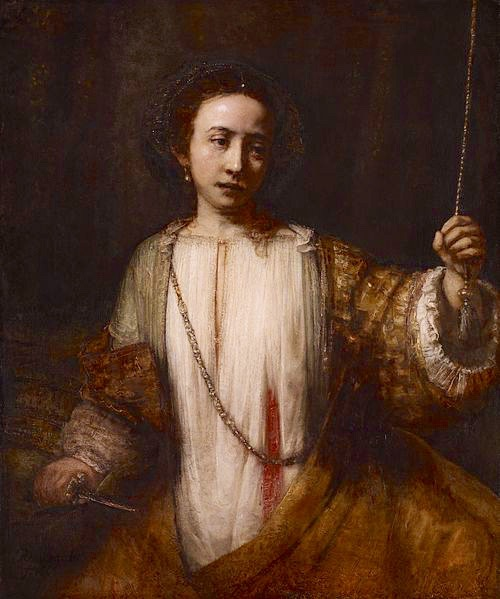
Lucrecia, óleo de Rembrandt (1666).

El poema se sitúa antes del establecimiento de la República Romana en 509 a. C. La narrativa del poema transcurre en  Roma, Ardea, 40 km al sur de Roma y Collatium, a 15 km al este de Roma.

## Personajes
- Lucrecia — Una dama romana
- Colatino  — El marido de Lucrecia, un soldado en el ejército Romano
- Tarquinio — Soldado romano quién viola a Lucrecia
- Lucrecio — El padre de Lucrecia
- Junio Bruto — Amigo de Colatino y Lucrecio
- Un mensajero
- Lucio Tarquinio (Tarquinio el soberbio) — Rey de Roma y padre de Tarquinio
- Servio Tulio — Suegro de Lucio Tarquinio
- Publio Valerio — Amigo de Colatino y Lucrecio

## Argumento

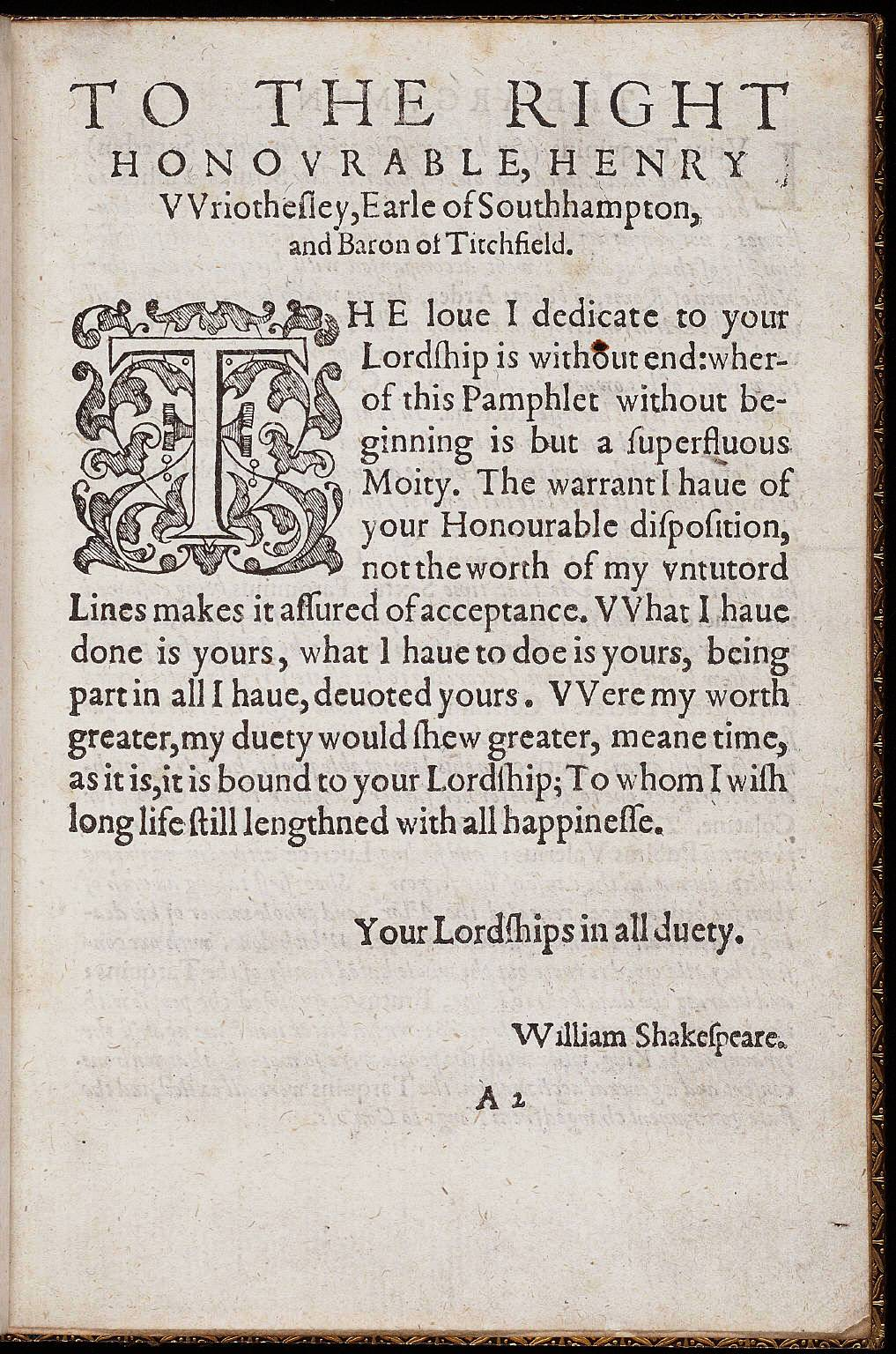
Facsímil de la dedicatoria en la primera edición de 1594.

Una tarde, en la ciudad de Ardea, donde se libra una batalla, dos soldados romanos, Tarquinio y Colatino, están conversando. Colatino describe a su esposa, Lucrecia, en términos brillantes: es hermosa y casta. A la mañana siguiente, Tarquinio viaja a la casa de Colatino. Lucrecia le da la bienvenida. Tarquinio la entretiene con historias de los hechos de su esposo en el campo de batalla. 
En la noche, Tarquinio cometió un acto de violencia extrema contra Lucrecia, la violó. Él le dice que debe ceder ante él, o la matará. También amenaza con causar su deshonra asesinando a un esclavo y colocando los dos cuerpos en los brazos del otro, y luego afirmaría que la mató porque los descubrió en ese abrazo. Si ella se rindiera ante él, Tarquinio promete mantener todo en secreto. Lucrecia le suplica en vano y él la viola. 
Lleno de vergüenza y culpa, Tarquinio se escabulle. Lucrecia está devastada, furiosa y con pensamientos suicidas. Ella escribe una carta a su esposo, pidiéndole que vuelva a casa. Cuando Colatino llega, Lucrecia le cuenta toda la historia, pero no dice quién lo hizo. Colatino exige saber. Antes de decir quien fue, Lucrecia consigue que los soldados, que también estaban allí, prometan vengar este crimen. Luego le dice a su esposo quién lo hizo, e inmediatamente saca un cuchillo, se apuñala y muere. El dolor de Colatino es grande: también quiere suicidarse. Su amigo, Junio Bruto, sugiere que la venganza es una mejor opción. Los soldados llevan el cuerpo de Lucrecia por las calles de Roma. Los ciudadanos, enojados, destierran a Tarquinio y su familia.

## Publicación y título

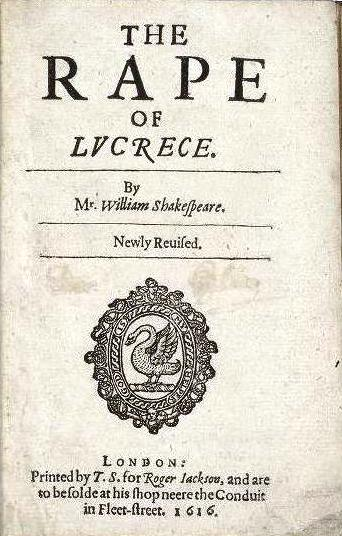
Portada de la sexta edición de La violación de Lucrecia (1616).

La violación de Lucrecia fue registrada el 9 de mayo de 1594, y publicada un año más tarde, en un quarto impreso por Richard Campo para el librero John Harrison ("el Grande"). El título dado en la portada era sencillamente Lucrecia, aunque dentro del volumen, y en el inicio del texto figura The Rape of Lucrece (en español: La violación  de Lucrecia). Los derechos de propiedad que poseía Harrison fueron transferidos a Roger Jackson en 1614; Jackson publicó una sexta edición en 1616. Otras ediciones le siguieron en 1624, 1632 y 1655. El poema pasó por ocho ediciones antes de 1641.

## Antecedentes históricos
La violación de Lucrecia se basa en la historia descrita tanto en Fastos de Ovidio como en la Historia de Roma de Livio. Ambos autores escribieron unos pocos siglos después de que ocurrieron estos eventos, y sus historias no son aceptadas como estrictamente precisas, en parte porque los registros romanos fueron destruidos por los galos en el 390 a. C., y las historias anteriores se han mezclado con leyendas. 
El rey romano era Lucio Tarquinio, que debido a su arrogancia y su tiranía, también era conocido como Tarquinius Superbus (Tarquinio el soberbio). Su hijo, Sexto Tarquinio, heredero al trono, es el violador de la historia. Al comienzo del poema, el ejército romano está librando una guerra contra una tribu conocida como los Volscos, que habían reclamado territorio al sur de Roma. Los romanos sitian Ardea, una ciudad de los volscos a unos 40 km al sur de Roma. 
En 509 a. C., Sexto Tarquinio, hijo del rey de Roma, violó a Lucrecia, esposa de Colatino, uno de los servidores aristocráticos del rey. Como resultado, Lucrecia se suicida. Su cuerpo fue desfilado en el Foro Romano por el sobrino del rey. Esto provocó una revuelta a gran escala contra los Tarquinios liderados por Lucio Junio Bruto, el destierro de la familia real y la fundación de la República Romana .

## Alusiones a Lucrecia en otras obras de Shakespeare

### Tito Andrónico
La violación de Lucrecia también está estrechamente relacionada con la tragedia romana Tito Andrónico ( c. 1590–1594  ). En esta obra de venganza, cuando Lavinia, violada y mutilada, revela la identidad de sus violadores, su tío Marcus invoca la historia de Lucrecia para pedir un juramento para vengar el crimen. 

### Macbeth
El violador Tarquinio también se menciona en el soliloquio de Macbeth del Acto 2 Escena 1 de Macbeth : "..., y el escuálido homicidio, temeroso de los aullidos del lobo centinela suyo, camina con silencioso pié, como iba Tarquinio a la mansión de la casta Lucrecia". Las acciones y la astucia de Tarquinio se comparan con la indecisión de Macbeth: tanto la violación como el regicidio son crímenes imperdonables.

### Cimbelino
Shakespeare conserva la esencia de la historia clásica, incorporando el relato de Livio de que la lujuría de Tarquinio hacia Lucrecia surgió de los elogios de su propio marido. Shakespeare más tarde usó la misma idea en el romance tardío Cimbelino ( c. 1609–10  ). En esta obra, Iachimo le apuesta a Leonato Póstumo (el marido de Imogena) que puede hacer que Imogena cometa adulterio con él. El no tiene éxito. Sin embargo, Iachimo convence a Póstumo de lo contrario utilizando información sobre el dormitorio y el cuerpo de Imogena. Iachimo se escondió en un baúl que fue entregado a la cámara de Imogena con el pretexto de guardar algunas joyas, un regalo para su padre, el Rey Cimbelino. La escena en la que emerge del nudo (2.2) imita la escena en La violación de Lucrecia. De hecho, Iachimo se compara con Tarquinio en la escena.

## Análisis y crítica

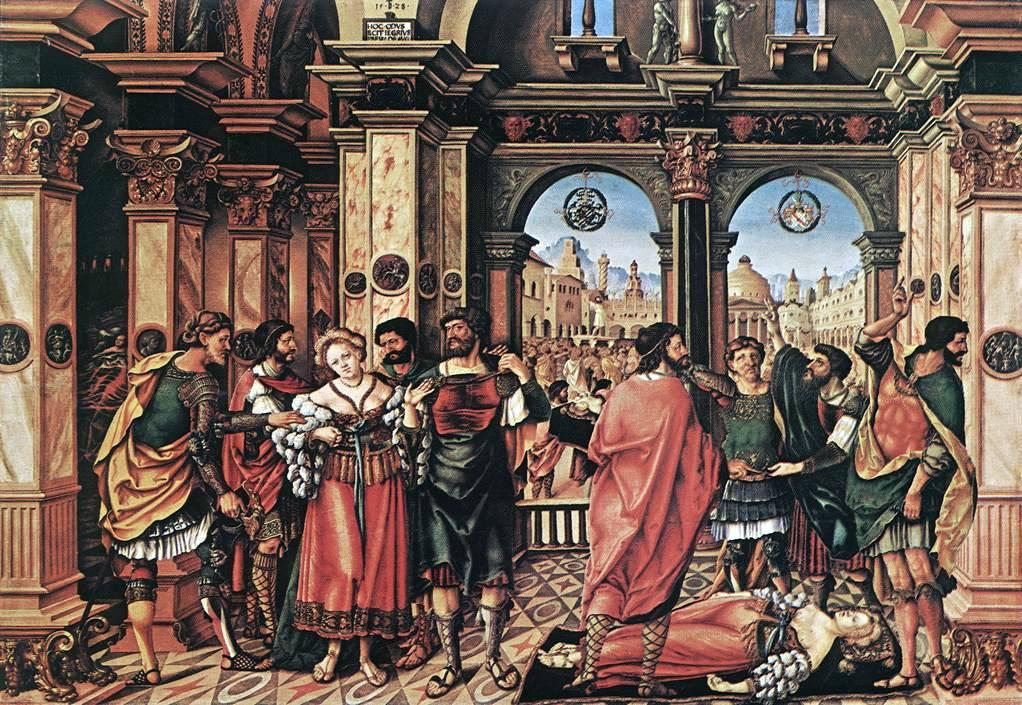
El suicidio de Lucrecia, por Jörg Breu el Mayor

La violación de Lucrecia, una de las primeras obras de Shakespeare, se publicó un año después de Venus y Adonis . Es visto como un poema narrativo trágico, que es extremadamente rico en imágenes poéticas, fantasías y metáforas. Cuenta una historia moralista de una mala acción, qué la causó, cómo ocurrió y el trágico resultado.
En un análisis postestructuralista del poema, Joel Fineman argumenta que La violación de Lucrecia, como en los sonetos de Shakespeare, deconstruye la poética tradicional de la alabanza. Fineman observa que los trágicos acontecimientos del poema se ponen en marcha precisamente por el elogio hiperbólico de Colatino a Lucrecia; es su "alarde de la soberanía de Lucrecia" (29) lo que enciende el profano deseo de Tarquinio. No es el hecho de la castidad de Lucrecia, sino el hecho de que su esposo la elogie con el "nombre de casta" lo que inspira el crimen de Tarquinio. El elogio de Colatino crea, paradójicamente, las circunstancias que arruinarán tanto a la mujer que elogia como a la integridad de la retórica del propio elogio. Además, el poema mismo llama la atención sobre su propia complicidad en la retórica fatal de alabanza de Colatino: "el poema mismo interpreta o activa esta misma palabra de alabanza de la que habla". citando, en la primera línea de la segunda estrofa, su propio uso de "casto" en la última línea de la primera estrofa: "El amor justo de Collatina, Lucrecia la casta" (7). Para Fineman, la auto-cita inicial del poema es solo un ejemplo de cómo "la retórica del poema está ... estrechamente implicada en la violación que informa". En otras palabras, la apertura del poema destaca un vínculo intrínseco entre el lenguaje del elogio poético y la violencia sexual. En estas mismas estrofas de apertura, La violación de Lucrecia también reconoce cómo su propia retórica poética es parte de esta tradición literaria más amplia que evoca elogios y violencia. 
El análisis feminista del poema de Jane Newman se centra en su relación con el mito de Filomela y Procne del Libro VI de las Metamorfosis de Ovidio. En la lectura de Newman, la tradición de la violenta venganza femenina por violación representada por el mito de Filomela se reprime en La violación de Lucrecia de Shakespeare . El poema de Shakespeare alude levemente al mito de Ovidio, pero no presenta el método de venganza de Procne y Filomela como una opción auténtica para Lucrecia. Aunque Lucrecia mantiene la capacidad de hablar después de la violación (en contraste con la mutilada Filomela que pierde el habla), Newman argumenta que el poema en realidad limita la capacidad de Lucrecia de actuar precisamente al celebrar su sacrificio: "El aparente contraste de una silenciosa Filomela, despojada de la posibilidad de tal impacto en el momento político al que pertenece, considera que el suicidio de Lucrecia es la única forma de intervención política disponible para las mujeres ". Irónicamente, la elocuencia retórica de Lucrecia bloquea la posibilidad de que ella misma pueda buscar una retribución más activa y violenta sobre Tarquinio, su violador y el régimen monárquico que él representa. En cambio, su venganza debe ser llevada a cabo por agentes masculinos que actúen en su nombre, particularmente Junio Bruto, el fundador de la república romana, que imita la retórica de sacrificio de Lucrecia mientras lidera la rebelión contra el padre de Tarquinio, el rey de Roma.